# Pheucticus ludovicianus
O Pheucticus ludovicianus é uma espécie de ave da família Cardinalidae. Eles nidificam na América do Norte e migram no inverno para o México, América Central, Caribe e América do Sul.

## Descrição
Uma ave adulta mede cerca de 19 centímetros de comprimento e pesa cerca de 47 gramas. Tem um top escuro, luz inferior e um bico bruto brilhante. O macho adulto tem a cabeça, asas e parte superior negras e uma área avermelhada clara no peito.
|  |  |

## Alimentação
Alimenta-se de insetos capturados em árvores ou arbustos ou diretamente sobre o voo. Também se alimentam de sementes e frutos pequenos.